# Хлупово
Хлупово — село в Половинском районе Курганской области России. Входит в состав Половинского сельсовета.

## География
Село находится на юго-востоке Курганской области, в пределах южной части Западно-Сибирской равнины, в лесостепной зоне, на восточном берегу озера Хлупова, на расстоянии примерно 3 километров (по прямой) к западу-юго-западу (WSW) от села Половинного, административного центра района. Абсолютная высота — 156 метров над уровнем моря.
Климат
Климат характеризуется как резко континентальный с недостаточным увлажнением, холодной малоснежной зимой и тёплым сухим летом. Среднегодовая температура — 2 °C. Средняя температура воздуха самого холодного месяца (января) составляет −17 °C (абсолютный минимум — −48 °С); самого тёплого месяца (июля) — 20 °C (абсолютный максимум — 41 °С). Годовое количество атмосферных осадков — 385 мм, из которых 234 мм выпадает в период с мая по сентябрь. Снежный покров держится в течение 150—160 дней.
Часовой пояс
Село Хлупово, как и вся Курганская область, находится в часовой зоне МСК+2. Смещение применяемого времени относительно UTC составляет +5:00.

## Население
| 1989 | 2002 | 2010 | 2012 | 2013 | 2014 | 2015 |
| ---- | ---- | ---- | ---- | ---- | ---- | ---- |
| 669  | ↗708 | ↘572 | ↘556 | ↘530 | ↘517 | ↘498 |
| 2016 | 2017 | 2018 | 2019 |      |      |      |
| ↘492 | ↗498 | ↘488 | ↘486 |      |      |      |

Гендерный состав
По данным Всероссийской переписи населения 2010 года в гендерной структуре населения мужчины составляли 48,3 %, женщины — соответственно 51,7 %.
Национальный состав
Согласно результатам Всероссийской переписи населения 2002 года, в национальной структуре населения русские составляли 92 %.